# Lev I av Galicien
Jaroslav av Tver, död 1301, var storfurste av Kiev 1271–1301.